# Museo civico di Cascia
Palazzo Santi, sede del Museo civico di Cascia , fu costruito nel XVI secolo e appartenne alla famiglia nobiliare dei Santi.
Nel corso del tempo il palazzo è stato adibito a residenza e ambulatorio del medico condotto e successivamente è stato destinato a caserma dei carabinieri e a carcere. In seguito è stato utilizzato come scuola alberghiera fino al 1979, anno del terremoto, e poi chiuso per restauro.
Oggi il palazzo è di proprietà del Comune ed è stato aperto al pubblico come Museo civico insieme alla chiesa di Sant'Antonio Abate, nel 1997.

## Sezioni museali

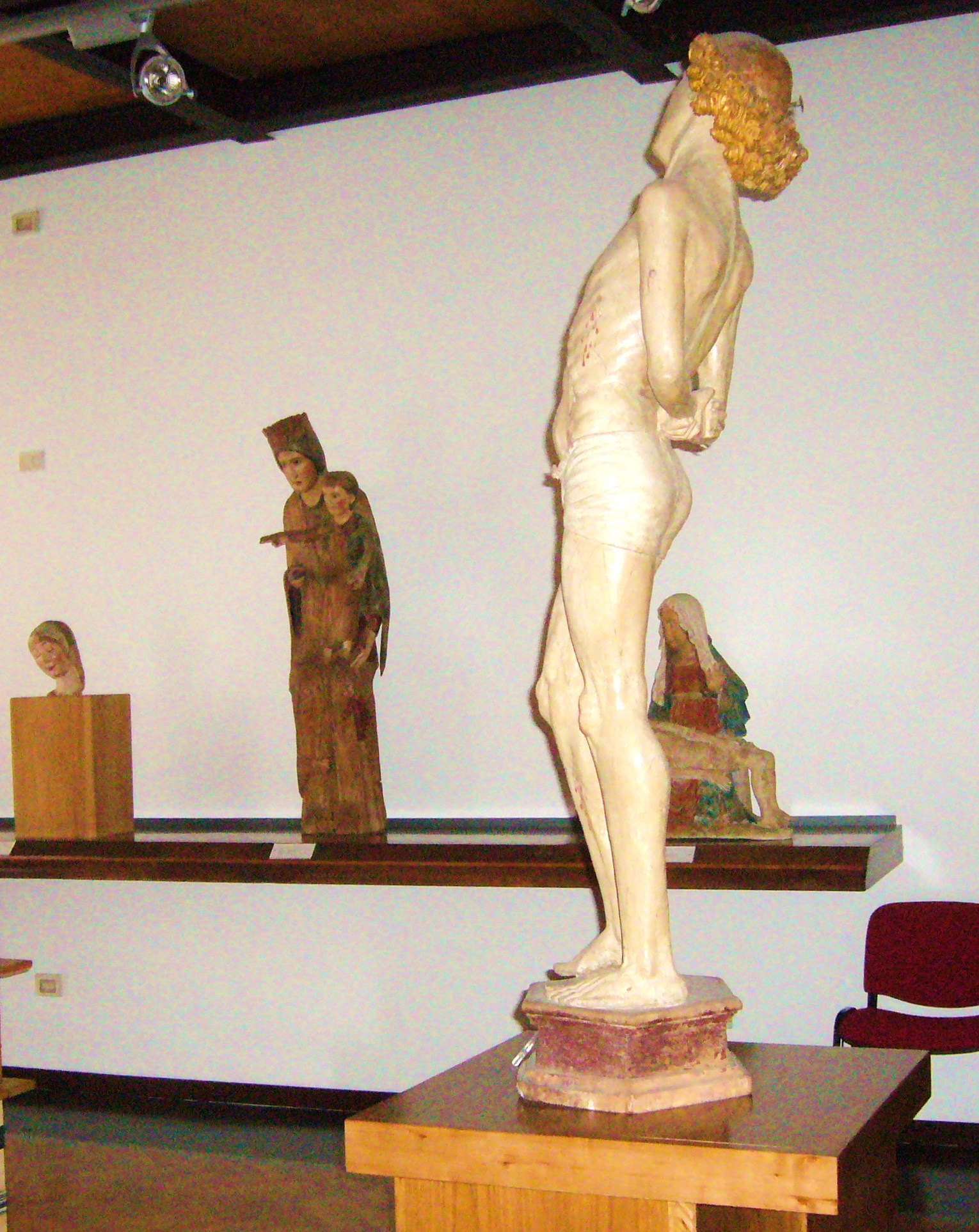
Statue lignee

Le opere che sono custodite all'interno del museo provengono dalle chiese e dal territorio circostante.
Il museo è suddiviso in quattro sezioni:
- Sezione archeologica della Tomba di Maltignano: conserva un lussuoso corredo funebre appartenuto ad una nobile famiglia del II secolo a.C.
- Sezione archeologica di Villa San Silvestro: vi sono resti del III secolo a.C. di vita quotidiana, frammenti architettonici di due templi e di un foro di epoca romana rinvenuti nel sito di Villa San Silvestro.
- Sezione statue lignee: conserva statue in legno, scolpite e dipinte da artisti anonimi che vanno dal XI al XVI secolo tra cui una pregevole “Madonna rosa” e un “Angelo reggicandelabro”, di scuola toscana.
- Pinacoteca: conserva mobili, pale d’altare e dipinti, che vanno dal XV al XVIII secolo d.C., tra cui la tela con "San Giuseppe e i santi Vincenzo Ferrer e Antonio Abate", di Domenico Corvi.

Completa il circuito museale la chiesa di Sant'Antonio Abate, dove si trova una scultura lignea di Tobia e l’angelo Raffaele del XV secolo, attribuita allo scultore Domenico Indivini.
Inoltre all'interno si conservano due cicli di affreschi: uno rappresenta le 16 scene della vita del santo, attribuito al Maestro della Dormitio di Terni della fine del Trecento; l'altro, le scene della passione di Cristo, opera firmata da Nicola da Siena nel 1461.

## Sezione archeologica della tomba di Maltignano

### La tomba
La tomba di Maltignano è situata al centro del piano d'Acuti, che un tempo apparteneva alla famiglia dei Maltinii (Maltignani). La tomba è stata rinvenuta e depredata nel ‘700. Gli storici ipotizzano che nella tomba vi fosse un santuario di notevole rilievo, all'interno del quale c'erano bronzetti votivi.
Anche se non sono stati trovati resti umani, dai reperti del corredo si desume che essa fu utilizzata per due deposizioni, una maschile e una femminile. La tomba venne riaperta nel I secolo per un suo utilizzo o forse solo per un'intrusione. Nella tomba sono stati rinvenuti degli oggetti che dovevano accompagnare il defunto durante il viaggio nell'oltretomba.
Gli elementi del corredo sono: vasellame, contenitori di derrate alimentare e oggetti che il defunto aveva utilizzato nel corso della vita come un servizio da tavola, un piattello e una piccola pisside(per salse e condimenti). Nella tomba è stata rinvenuta anche una coppa in ceramica sigillata, aretina, con impresso il marchio di fabbrica del produttore. Sono presenti inoltre ossa di pollo e di maiale e una vertebra di pesce.
I defunti nel viaggio verso l'aldilà erano accompagnati non solo da quanto era necessario per il banchetto, ma anche da tutto ciò che li aveva qualificati come individui ed era espressione del loro grado sociale.
Con l'età ellenistica nel mondo greco si affermarono invece una concezione etica e dei valori culturali assai diversi, mentre in precedenza, nel mondo italico, nelle sepolture femminili, ricorrevano gli oggetti per la tessitura, attività primaria delle donne all'interno della casa e vistose fibule e gioielli, espressione di ricchezza e di importanza sociale.
Alla cura del corpo e alle aspersioni durante il bagno è probabilmente da ascrivere anche una splendida patera ombelicata, realizzata in vetro con una tecnica detta millefiori.
La defunta era inoltre ornata dei suoi gioielli, due “vaghi di collana” in pasta vitrea nera con motivi decorativi bianchi e un anello in ferro con due perline di vetro colorato. Sono invece da riferire alla disposizione maschile vari attrezzi e contenitori usati nell'ambito della palestra.

### Il corredo
Il corredo comprende vari tipi di strigili: quattro di essi in ferro e di grandi dimensioni erano agganciati a un pesante anello pure di ferro, un altro, in bronzo. Altri due, ancora in ferro ma più sottili e leggeri, erano collegati ad un anello di bronzo di dimensioni ridotte ed erano forse di uso femminile.
L'olio per il massaggio era contenuto in un'ampolla metallica tenuta appesa con una catenella e la sabbia, necessaria per detergere il corpo dopo gli esercizi, era raccolta nel sacchetto di materiale deperibile, inserito in un vaso a gabbia, mal conservato per la sua particolare struttura.
C'era anche un corredo di strumenti particolari, per lo più in ferro, di difficile interpretazione, perché l'ossidazione li ha saldati e deformati al punto da renderli poco leggibili.
Ci sono anche pinzette e aghi, insieme ad uno strumento la cui impugnatura è raccordata ad un lungo elemento diritto a sezione semicircolare.
La presenza insieme ad essi anche di una minuscola scatolina di bronzo, del tipo usato nell'antichità per contenere sostanze medicinali, induce a ritenere che questi strumenti potessero essere di uso chirurgico, qualificando il defunto come soggetto dotato di abilità e conoscenze particolari. Anche la cote di forma troncopiramidale, presente nel corredo sembra connessa alla necessità di affilare gli strumenti chirurgici.
Il corredo di Maltignano si segnala anche per la significativa quantità di pedine da gioco (latrunculi) che vi sono presenti. Si tratta di ben 333 pedine di vario tipo, usati nell'antichità per giochi da tavolo simili ai nostri scacchi, filetto, dama, che si facevano usando scacchiere di legno o anche supporti improvvisati, su cui venivano incise linee ortogonali per disegnare i necessari riquadri. Una di queste scacchiere venne incisa proprio a Cascia sul pavimento del pronao del tempio di Villa San Silvestro.
Le pedine sono di vario tipo:molte sono lenticolari, ottenute da gocce di pasta vitrea trasparente o di vari colori, alcune di esse sono ottenute da bacchette in vetro usate per la tecnica del vetro millefiori, altre sette invece sono semisferiche e sono realizzate in calcare colorato.
Ben 273 sono invece semplici sassolini raccolti su una spiaggia, selezionati per la loro forma lenticolare. Tre pedine in pasta vitrea trasparente biancastra hanno invece forma grosso modo triangolare e dovevano quindi rivestire un preciso significato nell'ambito del gioco. Insieme alle pedine non potevano mancare due dadi in osso, con i valori dei diversi lati indicati da cerchietti incisi.

### I letti funebri
I letti funebri avevano gambe scandite da marcate modanature, a volte integrate da una fascia con elementi figurati. Due sostegni curvati a “S” (fulcra), posti alle estremità dei lati lunghi del letto, seguivano il profilo dei cuscini e li contenevano. L'estremità inferiore e superiore dei fulcra erano arricchite da decorazioni figurate: dapprima più semplici vennero dilatate con il passare del tempo formando i fulcra in elementi figurativi di grande effetto.

## Sezione archeologica di Villa San Silvestro

### Il braccio della statua di Ercole

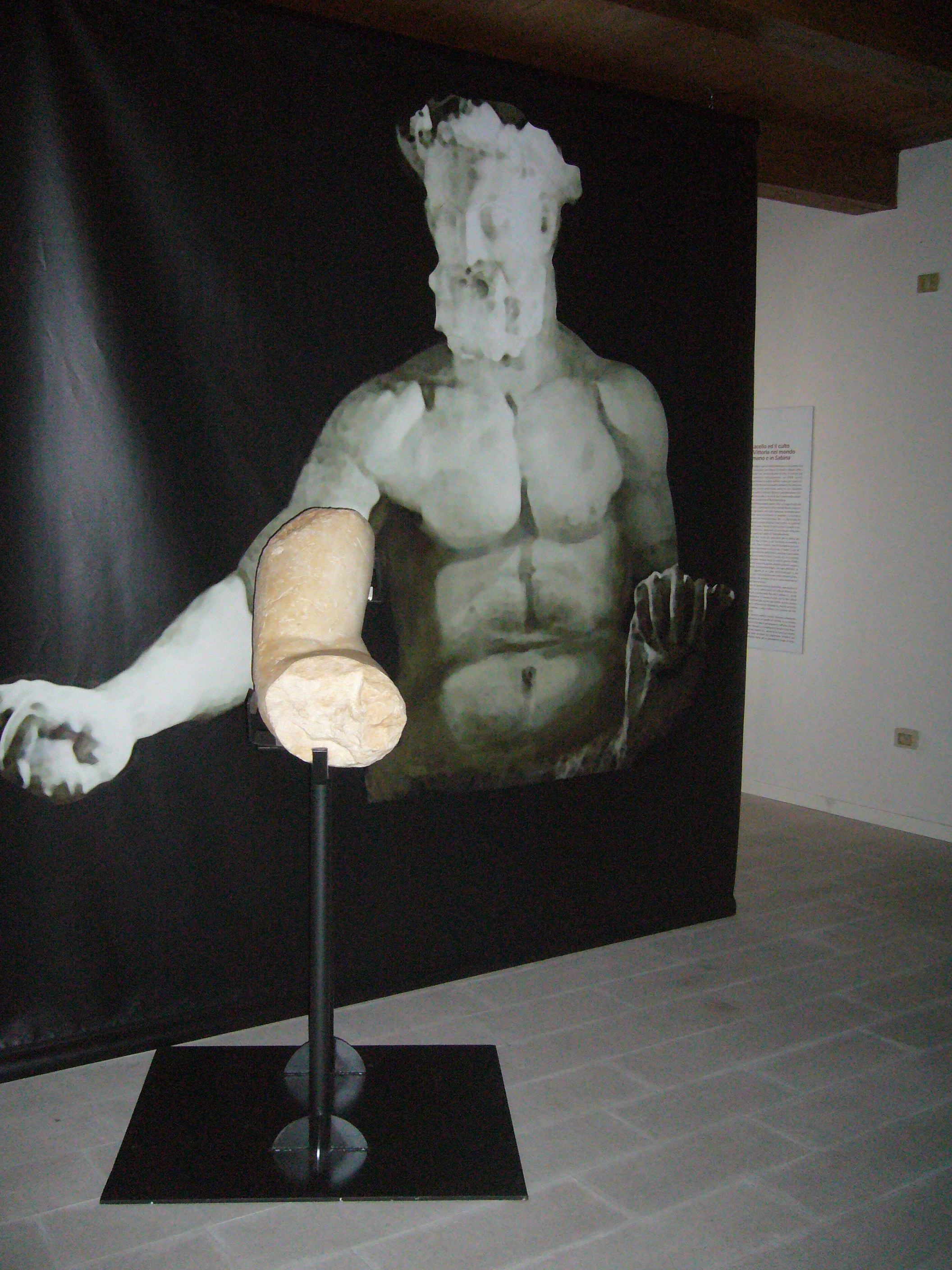
Frammento di braccio di Ercole

Il braccio di Ercole è fatto in marmo bianco. Il frammento proviene dagli scavi alle spalle del podio del tempio condotti, nel 1981, dalla Sovrintendenza ai beni archeologici per l'Umbria. Il braccio di Ercole è stato ritrovato da Bendinelli dopo i suoi scavi nel 1938. Il braccio appare nella parte superiore terminando con una superficie piatta, senza presentare tracce di frattura nell'attaccatura della spalla (nella parte più alta dell'attacco dell'interno del braccio). Inoltre, la parte esterna del gomito appare larga, piatta e liscia nella parte sporgente ed angolare dell'articolazione; ciò è dovuto al fatto che tale parte del braccio doveva risultare appoggiata ad una superficie. La frattura poco al di sotto del gomito non permette di sapere cosa la divinità tenesse nella mano destra, mentre le caratteristiche della realizzazione della parte superiore fanno pensare che la spalla apparisse coperta. La collocazione della statua nel tempio risale all'epoca della ricostruzione di questo e manifesta la presenza di una committenza di alto livello.

### Lastre di piombo che ricoprono il tetto del tempio

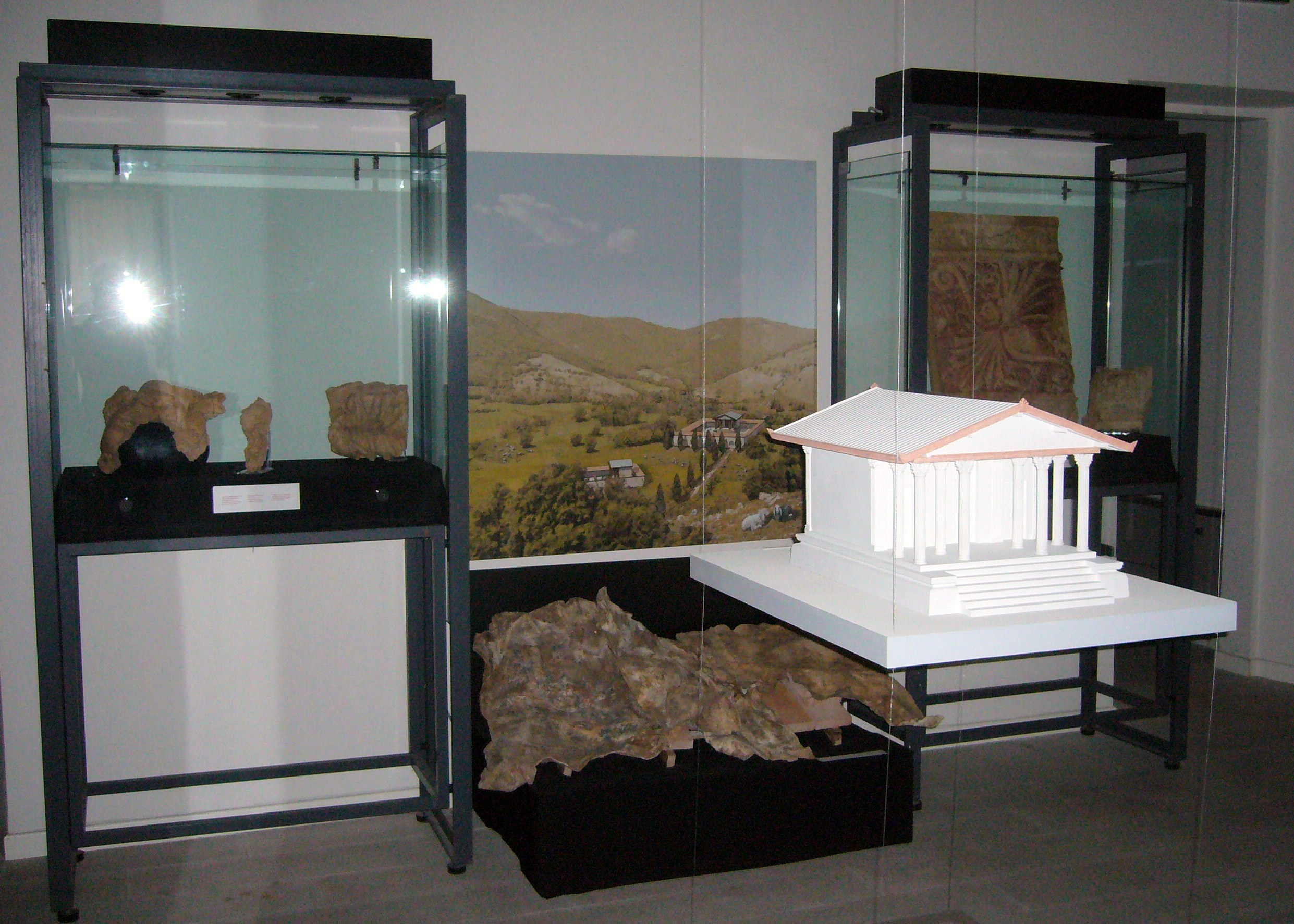
Particolare della sezione archeologica

Tre tegole in piombo sono di notevoli dimensioni. Uno dei due margini è ripiegato su se stesso ed appare schiacciato, ma in origine doveva seguire il profilo dell'aletta della sottostante tegola sottile che rivestiva. Alcune tegole dello stesso tipo sono state rinvenute nel corso degli scavi diretti da Bendinelli nel 1938. Tegole in lamine di metallo sono note nel mondo romano, perché utilizzate al posto delle normali tegole in rame dorato a copertura delle navi di Caligola presso il lago di Nemi e dello stesso tempio di Diana Nemorense. Riflettendo la luce, esse avranno sicuramente conferito un aspetto luminescente oltre che prezioso all'edificio templare, in particolar modo nella sua visione da lontano e dall'alto.

### Bambino con palla
Il bronzetto, proveniente dall'area del sacello, raffigura un bambino stante, con testa girata di tre quarti verso sinistra e la gamba sinistra leggermente avanzata; in fondo al braccio destro, disteso, tiene nella mano una palla poggiandola contro l'anca.
I capelli sono lisci e resi sommariamente con delle linee che suggeriscono una pettinatura all'indietro. I piedi poggiano su una basetta piana e dai margini arrotondati. Il fanciullo guarda nella direzione del braccio sinistro, teso all'altezza delle spalle, mutilo. Nella mano sinistra, mancante, doveva probabilmente trovarsi un altro oggetto atto a connotare maggiormente il personaggio.

### Monete varie
Le ricerche, svolte dal 2006 al 2008 a Villa San Silvestro, hanno permesso di reinvenire 37 monete di età compresa tra il III secolo a.C e III secolo d.C.

## Sezione statue lignee

### Madonna col bambino (Madonna rosa)

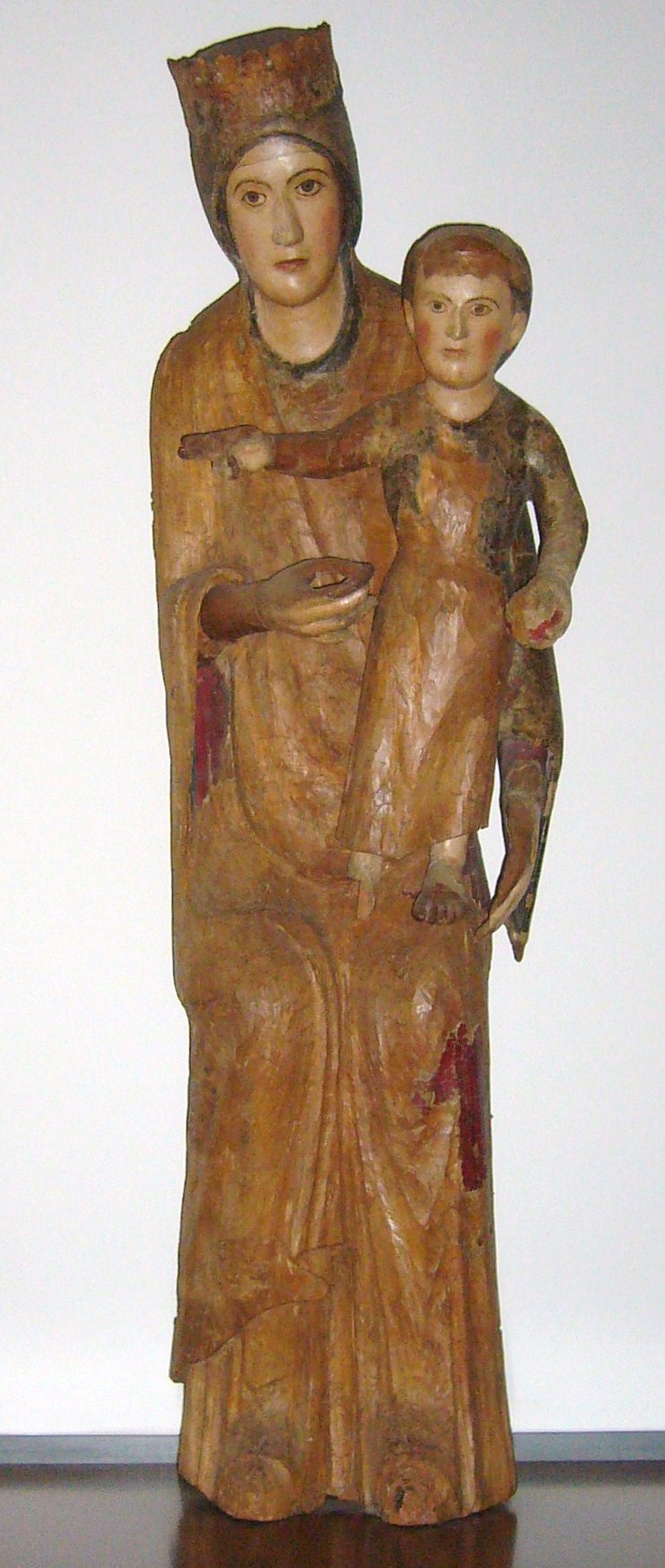
Madonna rosa

L'opera in legno intagliato e dipinto è chiamata localmente la “Madonna rosa" e, pur essendo relegata nella Chiesa di San Rocco di Poggioprimocaso, una piccola frazione di Cascia, è ben conosciuta in tutta l'Umbria. Si tratta di un bell'esempio della produzione di madonne lignee duecentesche che ha perduto parte della policromia caratteristica di questo tipo di opere.
La scultura ha un panneggio che crea un bell'effetto e il Bambino sembra essere più grande del normale: ciò testimonia l'intenzione dell'autore di realizzare un bambino trionfante. La parte centrale della Madonna, con incluso il volto e la corona, è costituita da un unico blocco cavo di legno di pioppo cui sono assemblate, con perni di legno e chiodi di ferro le altre parti. Il Bambino, è costituito anch'esso da un blocco cavo con un inserto sul retro, mentre le braccia e piedi sono applicati ad incastro con la tecnica del “mezzo a mezzo”.
L'impannatura è stata applicata in corrispondenza di quelle zone dove si prevedevano le maggiori contrazioni del supporto, in alcuni casi è a più strati, circa cinque. Sulla pellicola pittorica, presumibilmente a tempera, sono stati realizzati brillanti soluzioni cromatiche: lamina metallica argentea applicata a guazzo sulle vesti del bambino e sul manto della Madonna, ricoperte da lacche trasparenti, altre lamine metalliche sono state applicate, a missione, per le decorazioni delle vesti.
La scultura, oggi restaurata, era stata oggetto di un massiccio attacco di insetti xilofagi che avevano generato la perdita della pellicola pittorica in ampie zone. Il restauro oltre a consolidare il legno, ha permesso di fissare gli strati preparatori e la pellicola pittorica. Il recupero ha inoltre permesso di ridare la policromia originale in corrispondenza dei volti della Madonna e del Bambino.

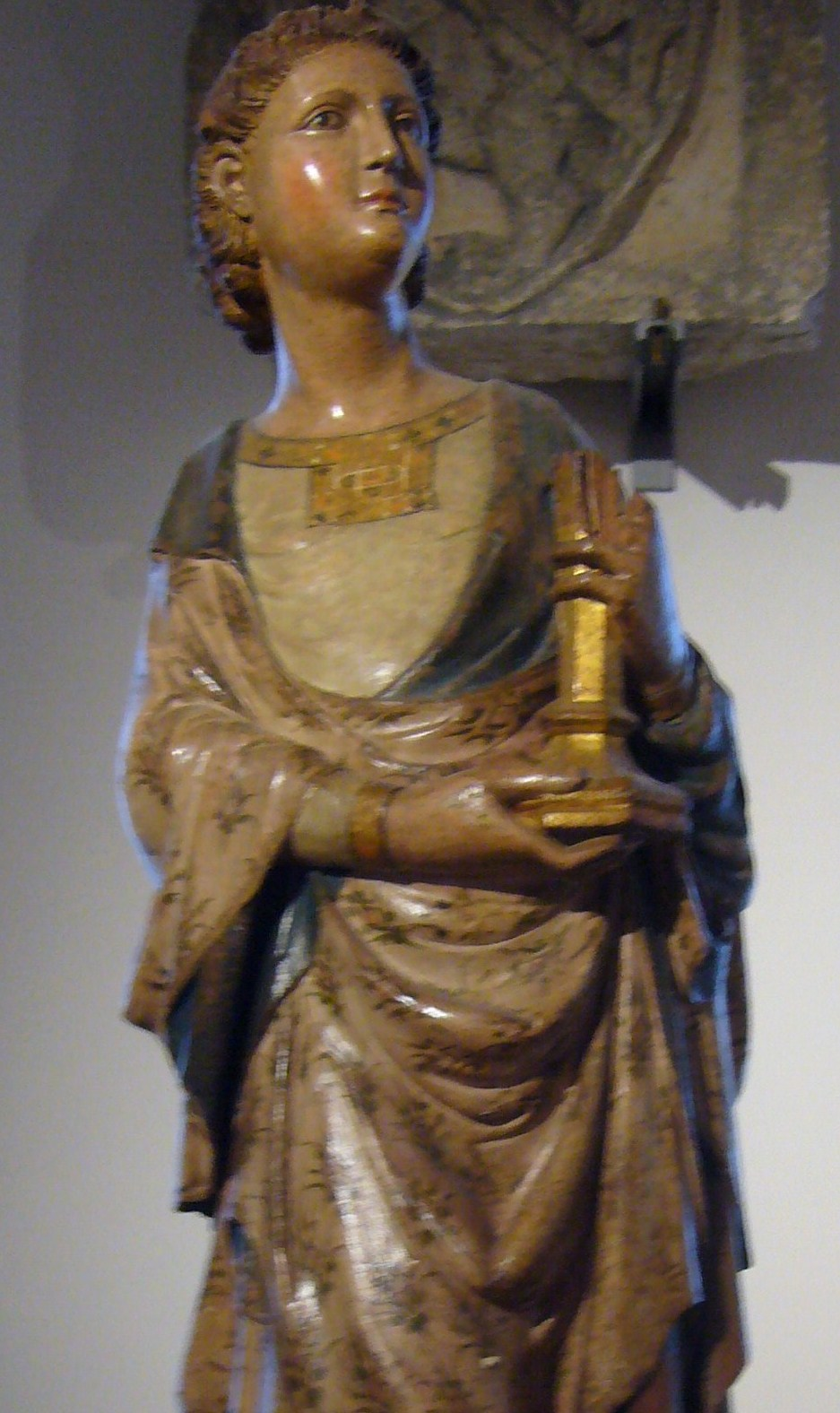
Angelo reggicandelabro

### Angelo reggicandelabro
L'opera, proveniente dalla chiesa di Sant'Antonio Abate. Si tratta di una scultura lignea che presumibilmente venne realizzata da un intagliatore seguace di Nino Pisano, scultore toscano, alla fine del XIV secolo.
Rappresenta un angelo poggiato su un piedistallo ottagonale con la spalla destra arretrata a reggere il peso del cero. L'angelo presenta un volto rosato e una folta capigliatura ricciuta che rende l'opera fine ed elegante. Indossa una veste bianca finemente decorata in oro e un manto di colore avorio rosato con risvolti azzurri e decorazioni floreali verdi.
In origine l'angelo doveva possedere le ali, in quanto sul retro sono presenti le sedi e i ganci di supporto.
L'alta qualità, l'eleganza e il talento pittorico dell'autore dell'opera si possono riscontrare nel panneggio e nelle decorazioni floreali delle vesti.

## Pinacoteca

### Domenico Corvi: San Giuseppe e i Santi Vincenzo Ferrer e Antonio Abate (1790)

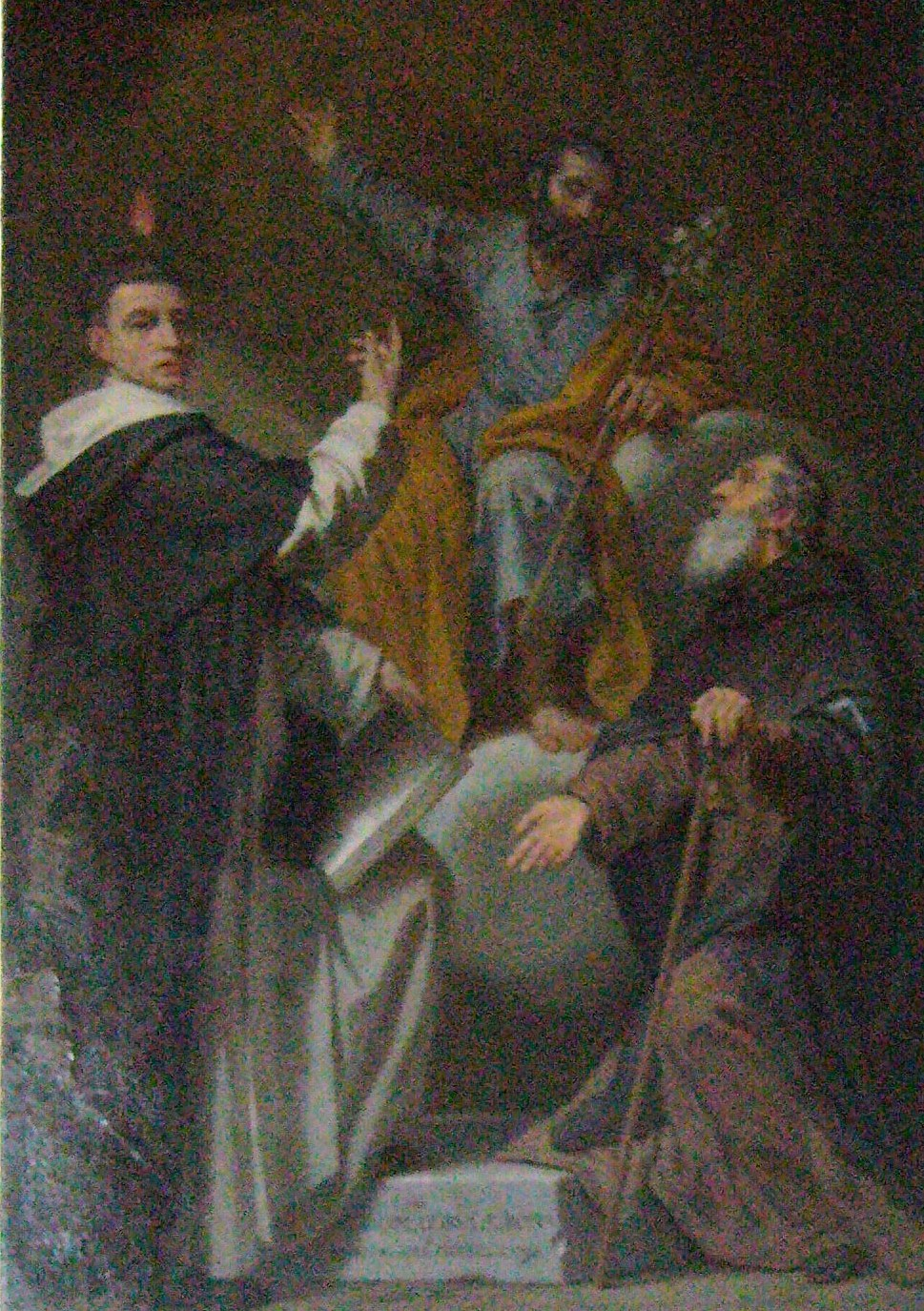
San Giuseppe e i santi Vincenzo Ferrer e Antonio Abate

La tela proviene dalla chiesa di San Biagio di Santa Trinita, frazione di Cascia. Si tratta di un'opera realizzata da Domenico Corvi (Viterbo 1721, Roma 1803) nella fase terminale della produzione pittorica dell'artista viterbese che molto operò alla fine del XVIII secolo nell'Umbria centro meridionale.
Non ci è dato sapere come mai l'autore rappresenti insieme i tre santi, la devozione e il culto popolare per san Giuseppe e sant'Antonio Abate cosa hanno in comune con San Vincenzo Ferrer. Questi, meno conosciuto degli altri due è dell'ordine dei domenicani, con le sue prediche in Spagna e Francia convertì ebrei e pagani, valdesi e catari.
Non è un caso che quest'ultimo sia raffigurato con la fiammella dello Spirito Santo sulla testa, segno questo di ispirazione divina, confermato dalla mano destra rappresentata a indicare verso l'alto e la mano sinistra, che sorregge un testo sacro, poggiato sulla gamba sinistra lievemente flessa, grazie al basamento che riporta la firma e la datazione dell'artista.
La composizione si articola in uno schema piramidale e le figure sono disposte secondo principi di chiarezza visiva, saldamente definite nel loro disporsi nello spazio della tela che presenta accomodato su una nuvola il padre di Gesù che indica la via del cielo, proprio al vertice geometrico. La posizione genuflessa, lo sguardo a seguire la via del cielo conferma con il gesto (la mano protesa verso la terra) l'umiltà del santo protettore degli animali.
La luminosità è esaltata dalla ristrettezza della gamma cromatica, tutta giocata nell'armonizzarsi dei grigi, dei bruni dei personaggi in primo piano e dello spazio della volta celeste, in contrasto con il chiarore della azzurra veste e del solare mantello della figura centrale.
I fondali scenici sono semplici e disadorni, il gusto accentuato per gli effetti pittorici nel chiaroscuro dei panneggi e la precisione descrittiva sono posti piuttosto al servizio di una acuta indagine psicologica evidente nella descrizione dei volti dei santi.
L'attenzione con cui sono eseguiti i ritratti, tipica di questo periodo, conferma la datazione dal punto di vista stilistico, se mai ne avessimo avuto bisogno.
Il periodo è quello in cui più sensibili si fanno gli influssi accademici, nell'ideazione e nella composizione, a conferma dell'influenza che il maestro Francesco Mancini ebbe a partire dal 1736 sul Corvi che in quella data si recò a Roma per frequentare gli studi.